# Vale de Anta
Vale de Anta es una freguesia portuguesa del concelho de Chaves, con 10,37 km² de superficie y 1.200 habitantes (2001). Su densidad de población es de 115,7 hab/km².